# Anatoli Nikolajewitsch Demitkow
Anatoli Nikolajewitsch Demitkow (russisch Анатолий Николаевич Демитков; * 27. Mai 1926 in Leningrad; † 15. August 2005 in Sankt Petersburg) war ein sowjetischer Kanute.

## Erfolge
Anatoli Demitkow, der für Spartak St. Petersburg aktiv war, nahm im Zweier-Kajak an den Olympischen Spielen 1956 in Melbourne teil. Er ging dabei mit Mihhail Kaaleste auf der 1000-Meter-Strecke an den Start und schaffte dank eines ersten Platzes im ersten Vorlauf den Einzug ins Finale. In diesem überquerten sie nach 3:51,4 Minuten insgesamt 1,8 Sekunden hinter den siegreichen Deutschen Michel Scheuer und Meinrad Miltenberger, aber 4,4 Sekunden vor den Österreichern Max Raub und Herbert Wiedermann als Zweite die Ziellinie und sicherten sich so die Silbermedaille.
Die nächste Medaille sicherten sich Demitkow und Kaaleste bei den Europameisterschaften 1957 in Gent, als sie über 10.000 Meter zusammen Europameister wurden. Ein Jahr darauf wurden sie in Prag über 1000 Meter Vizeweltmeister. Außerdem schlossen sie auch mit dem Vierer-Kajak, zu dessen Besatzung noch Igor Pissarew und Anatoli Troschenkow gehörten, den Wettbewerb auf dem zweiten Platz ab.
Demitkow kämpfte während des Zweiten Weltkriegs bei der Roten Armee und erhielt zahlreiche Auszeichnungen, darunter den Orden des Vaterländischen Krieges zweiter Klasse.